# Centronia mutisii
Espèce
Synonymes
- Melastoma mutisii Bonpl.[1]

Statut de conservation UICN

 VU B1+2c : Vulnérable
Centronia mutisii est une espèce de plantes à fleurs de la famille des Melastomataceae endémique de Colombie.

## Publication originale
- Transactions of the Linnean Society of London 28(1): 72. 1871[1872]. (13 janvier 1872)